# القطيفة
القطيفة هي مدينة تبعد عن دمشق 40 كيلومتر وبها آثار رومانية وسلجوقيه كالقناة الرومانية وخان النوري الأثري وبها مسجد سنان باشا العثماني .
```
مساحتها 201 كم
2
، وهي مركز منطقة القطيفة يتبعها بعض القرى من جبال القلمون الأوسط والأدنى. تعداد سكانها 40 ألف نسمة حسب إحصاء عام 2004 ولكن هذا التعداد يشمل سكان مساكن القطيفة من عائلات جنود الفرقة الثالثة.
[
1
]
```

للقطيفة أهميتها عبر الثاريخ إذ تقع على طرق المواصلات وقوافل البضائع والقوات العسكرية ويمر منها وعبرها طريق دمشق حلب وطريق دمشق تدمر، وتأخذ أراضيها اتجاه شمال جنوب بشكل مستطيل تقريبا ممتدة على جزء من القلمون الأدنى أو المعروف بالجوره. وحدث أن زادت مساحة أراضيها بإضافة أرض التبوكية، وتتطور المدينة باستمرار في قفزات ترتقي بالمدينة في كافة أوجه النشاطات الاجتماعية والتجارية وغيرها.
القطيفة تشتهر بصناعة الخرج القطيفاني أو (الجلال) وهو عبارة عن نسيج قطني يتم وضعه على الدراجات النارية ومنذ القدم كان يضع على الخيول والجمال والبغال . وسكانها يعتمدون على العمل بالمصانع بالمنطقة الصناعية بعدرا وبعض المصانع الحكومية . وقد ورد ذكر القطيفة بكتاب ياقوت الحموي معجم البلدان ورواية (الطريق لكندا) للكاتب النمساوي محمد حياري.
ويعود اسم القطيفة لمعنى القطف أي أرض القطاف لأنها منذ القدم كانت سهول القطيفة تزرع بكروم العنب والقطن والمار بها والمسافر لدمشق عند أول وصولة لمنطقة القطيفة يرى الناس تقطف العنب أو القطن ومن هنا حملت معنى أرض القطاف أي ((القطيفة))، ولكن بالسنوات الأخيرة عانت القطيفة من الجفاف فالزراعة تراجعت بها.

## الحياة الاقتصادية
الحياة الاقتصادية في المدينة عبر عدة محاور هي التجارة والزراعة والصناعة. ففي مجال الزراعة حيث يشكل الإنتاج الزراعي أحد الموارد للسكان، وتنتشر زراعة الأشجار المثمرة بشكل كبير، ومن الأشجار المثمرة مثل التين والعنب واللوز والجوز والمشمش والرمان وغيرها. وقد انتشرت حاليا أشجار الزيتون بكثرة، وحلت تقريبا محل بقية الأشجار المثمرة.
وفي المجال التجاري تعد المدينة مركزاً وسوقاً مزدهرةً وتنتشر المحلات والتجمعات التجارية بكل أنواعها وتخصصاتها، وفي المجال الصناعي يعمل بعض السكان في مجالات الصناعات التقليدية والصناعات الخفيفة ومهن صناعية مختلفة، ويعمل عدد من سكان القطيفة ولقرب المدينة من منطقة عدرا الصناعية في المؤسسات والمصانع والمعامل والشركات الصناعية الكبيرة المتمركز بالمنطقة.

## الآثار
في مدينة القطيفة مجموعة من الآثار توجد قناة رومانية تستجر الماء قرابة 30 كم من الجبال القريبة غرب المدينة وقديما أقيم طاحونتا ماء تعملان على قوة الدفع المقدمة من ماء القناة وحالياً توقفت المياه عن الجريان بسبب عدم الصيانة للقناة وردم بعض آبار القناة، ومن الآثار خان النوري بناه نور الدين الشهيد، وقلعة تأريخية وجامع وحمام يعود إلى زمن الدولة العثمانية في عهد سنان باشا وهناك العديد من المعالم الأثرية التي تعود إلى فترات زمنية مختلفة.

## الوضع التعليمي
توجد في مدينة القطيفة أكثر من 25 مدرسة لكل المراحل، وتحتوي مدارس حرفية كالمدرسة الصناعية والمدرسة التجارية، كما تعد نسبة التعليم فيها من النسب الأعلى على مستوى سوريا شأنها شأن باقي مدن القلمون. ومن أشهر مدارسها: مدرسة البنين الأولى، ومدرسة المحدثة، ومدرسة الشهيد جهاد حمادة، ومدرسة الشهيد إبراهيم سعد الدين، ومدرسة الشهيد حسن الخطيب.